# Ein Fall für zwei: Die große Schwester
Die große Schwester ist der Titel der ersten Episode der Krimiserie Ein Fall für zwei mit Günter Strack und Claus Theo Gärtner in den Hauptrollen.
In dieser Pilotfolge mit einer Überlänge von 15 Minuten wird ausführlich die Entstehung der Konstellation dargestellt, die fortan in 299 Folgen bis ins Jahr 2013 Anwendung fand: Hermann Josef Matula – in späteren Folgen in der Regel nur noch Josef Matula genannt – wird im Auftrag eines Rechtsanwalts als Privatdetektiv tätig.

## Handlung
Der Polizeiobermeister Hermann Josef Matula sagt vor Gericht im Rahmen eines Prozesses gegen Paul Schneider aus, den er der Sachbeschädigung an geparkten Autos beschuldigt. Dessen Anwalt Dr. Renz gelingt es, Matulas Angaben anzuzweifeln. Sein Mandant erhält dadurch eine vergleichsweise geringe Strafe, die zur Bewährung ausgesetzt wird. Schneiders Schwester Laura, die sich nach dem frühen Tod der Eltern für ihren Bruder verantwortlich fühlt, verfolgt das Geschehen als Zuschauerin. Eines Abends hört sie zu Hause laute Musik, woraufhin ein Nachbar die Polizei ruft. Matula und ein Kollege treffen ein und weisen die junge Frau nur geringfügig zurecht.
Nachdem ihr Auto wegen Falschparkens abgeschleppt worden ist, trifft Laura Schneider im Polizeirevier erneut auf Matula, der von ihr beeindruckt ist und ihr hilft, das Auto unkompliziert wiederzuerlangen. Nach einem gemeinsamen Abendessen verbringen die beiden die Nacht miteinander. Am nächsten Morgen erfährt Matula, dass Paul Schneider ihr Bruder ist, worauf er zunächst ungehalten reagiert, da er ihr ein rein taktisches Verhalten unterstellt. Er entschließt sich jedoch letztlich, mit den beiden einen privaten Ausflug zu unternehmen. Dabei äußert er ungeschickterweise interne Informationen bezüglich nachlässiger Sicherheitsmaßnahmen auf einem Firmengelände. Laura ahnt zwar, dass er ihren Bruder damit indirekt zu einer weiteren Straftat animiert. Es gelingt ihr jedoch nicht, dies zu unterbinden.
Matula besucht die Werkstatt, in der Paul arbeitet und erfährt, dass dieser das kostspielige Hobby Motorsport verfolgen möchte. Gegenüber Dr. Renz spricht sich Laura Schneider unterdessen dafür aus, dass ihr Bruder das Urteil annehmen sollte. Sie hat inzwischen Skrupel aufgrund ihres Verhältnisses zu Matula und möchte eine Verlängerung des Verfahrens daher vermeiden. Am Abend erfährt Matula durch den Polizeifunk, dass das Firmengelände, von dem er Paul erzählt hatte, überfallen wird. Obwohl er sich mit einem Kollegen außerhalb des Einzugsbereiches befindet, eilt er sofort dorthin. Es gelingt ihm unerkannt, Paul Schneider dort aufzuspüren und im Kofferraum eines abgestellten Autos zu verstecken. Die beiden übrigen Täter, die Matula seit seinem Werkstattbesuch kennen, werden festgenommen. Schnell stellt sich heraus, dass Paul Schneider ebenfalls beteiligt war. Matula bestreitet allerdings gegenüber seinem Vorgesetzten, diesen zu kennen.
Unter dem Vorwand, seine Armbanduhr dort verloren zu haben, sucht Matula das Firmengelände erneut auf, um Paul aus dem Kofferraum zu befreien. Das Auto wurde jedoch bereits abtransportiert. Während er von mittlerweile misstrauischen Kollegen beobachtet wird, sucht er Laura in ihrer Wohnung auf. Paul, der sich selbst befreit hat, kommt ebenfalls dorthin. Matula empfiehlt ihm, sich zu stellen. Die Kollegen greifen jedoch kurz darauf zu, verhaften ihn und vermuten zudem eine Komplizenschaft Matulas. Dieser bittet Dr. Renz um Rat. Aufgrund zu erwartender Interessenkonflikte kann dieser das Mandat jedoch nicht offiziell annehmen. Matula verzichtet daraufhin gänzlich auf einen Verteidiger. Renz besucht den Gerichtstermin lediglich als Zuschauer, ebenso wie Laura, die den Kontakt zu Matula abgebrochen hat.
Matula berichtet offen und ehrlich von den Geschehnissen und gibt sein Fehlverhalten sowie seine Beweggründe dafür zu. Damit beeindruckt er nicht nur Laura und Dr. Renz, sondern auch die Justiz. Da Paul Schneiders teilweise gegenteilige Aussage unglaubwürdig wirkt, wird Matula nur geringfügig wegen seines Vergehens der Strafvereitelung im Amt bestraft. Einem Disziplinarverfahren entgeht Matula, der von seinem Vorgesetzten und Kollegen zuvor mehrfach für sein Verhalten gerügt worden war und ohnehin unzufrieden mit seiner Tätigkeit bei der Polizei ist, indem er seinen Dienst zu quittieren beabsichtigt. Dr. Renz bietet ihm eine künftige Zusammenarbeit an.

## Hintergrund
Die Folge wurde überwiegend im Rhein-Main-Gebiet gedreht. Die Kulisse der Kanzlei von Dr. Renz befand sich im Hotel InterContinental Frankfurt. Die Szenen im Rahmen des Ausflugs spielen im Rheingau sowie im Mittelrheintal. Unter anderem sind die Abtei St. Hildegard sowie die Städte Bingen, Lorch, Kaub und Oberwesel zu sehen.

Drehorte (Auswahl)
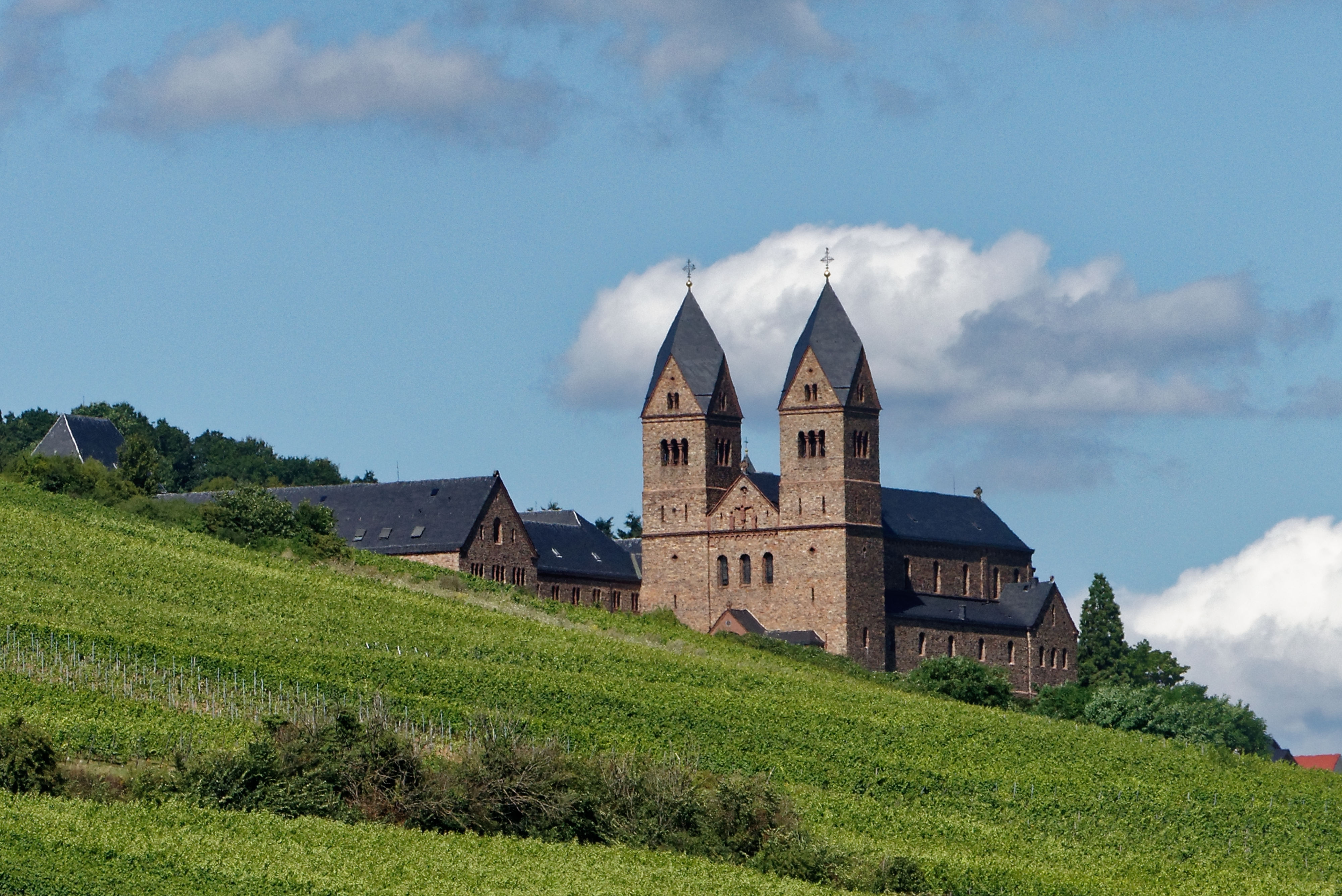
Abtei St. Hildegard in Eibingen
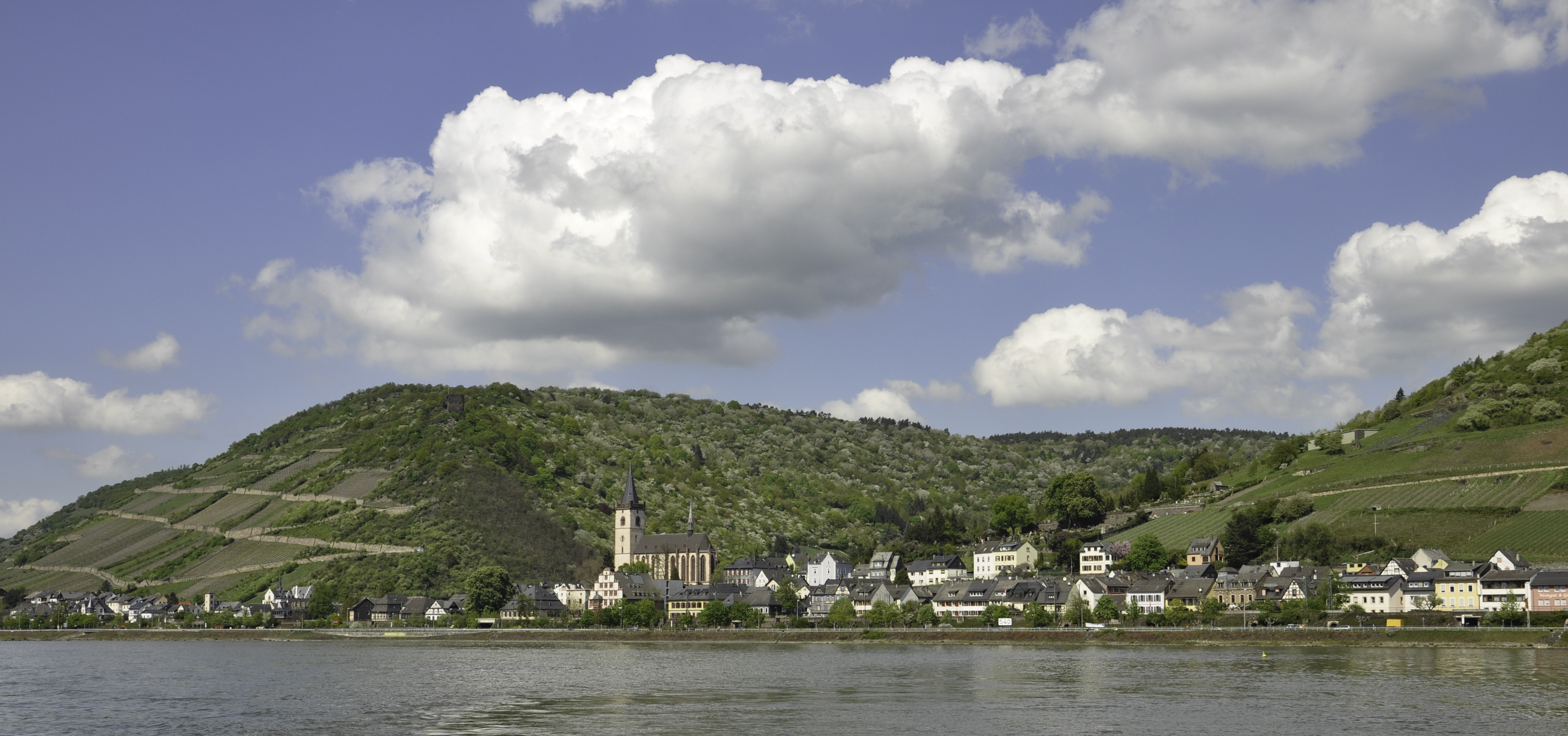
Lorch am Rhein
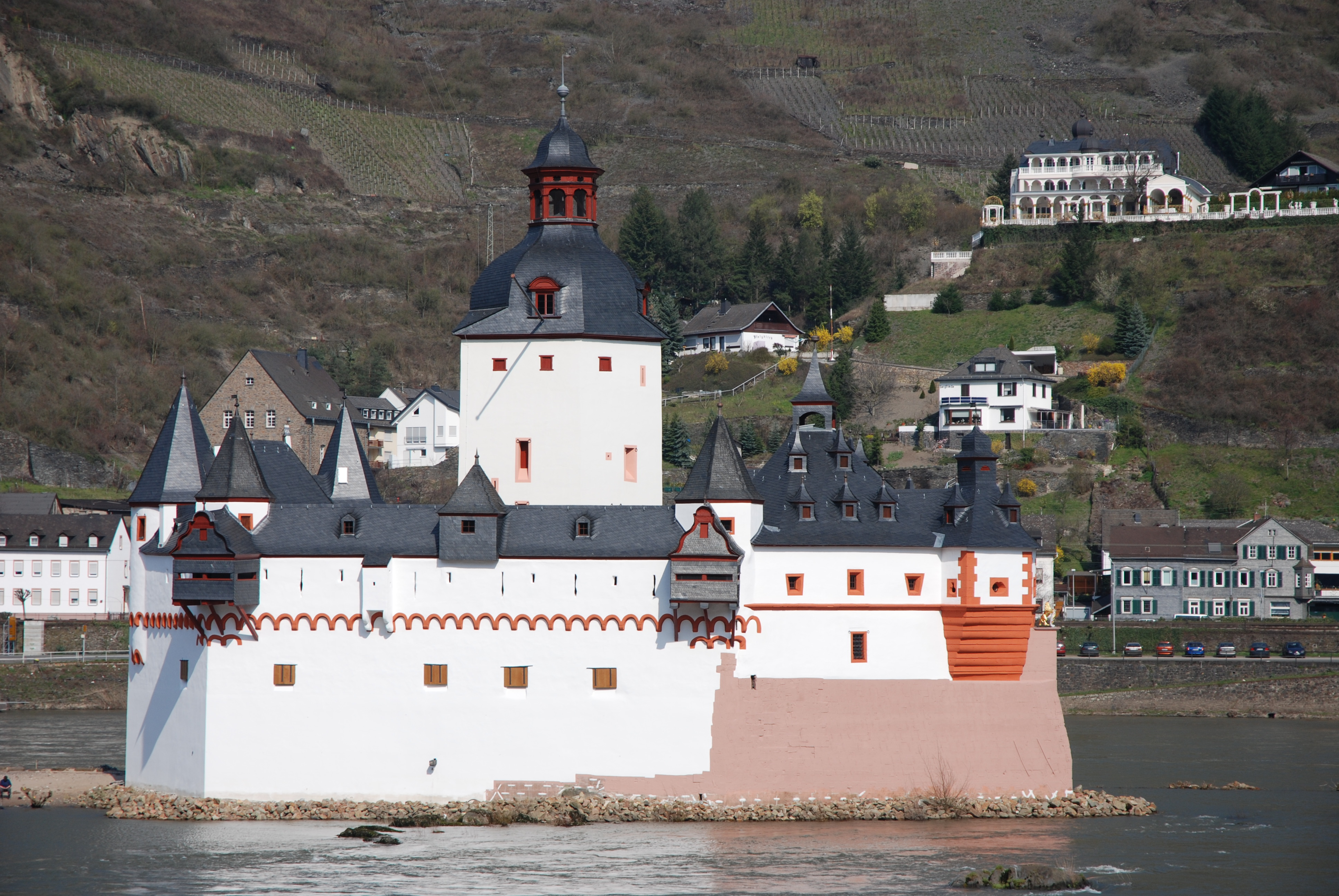
Burg Pfalzgrafenstein bei Kaub
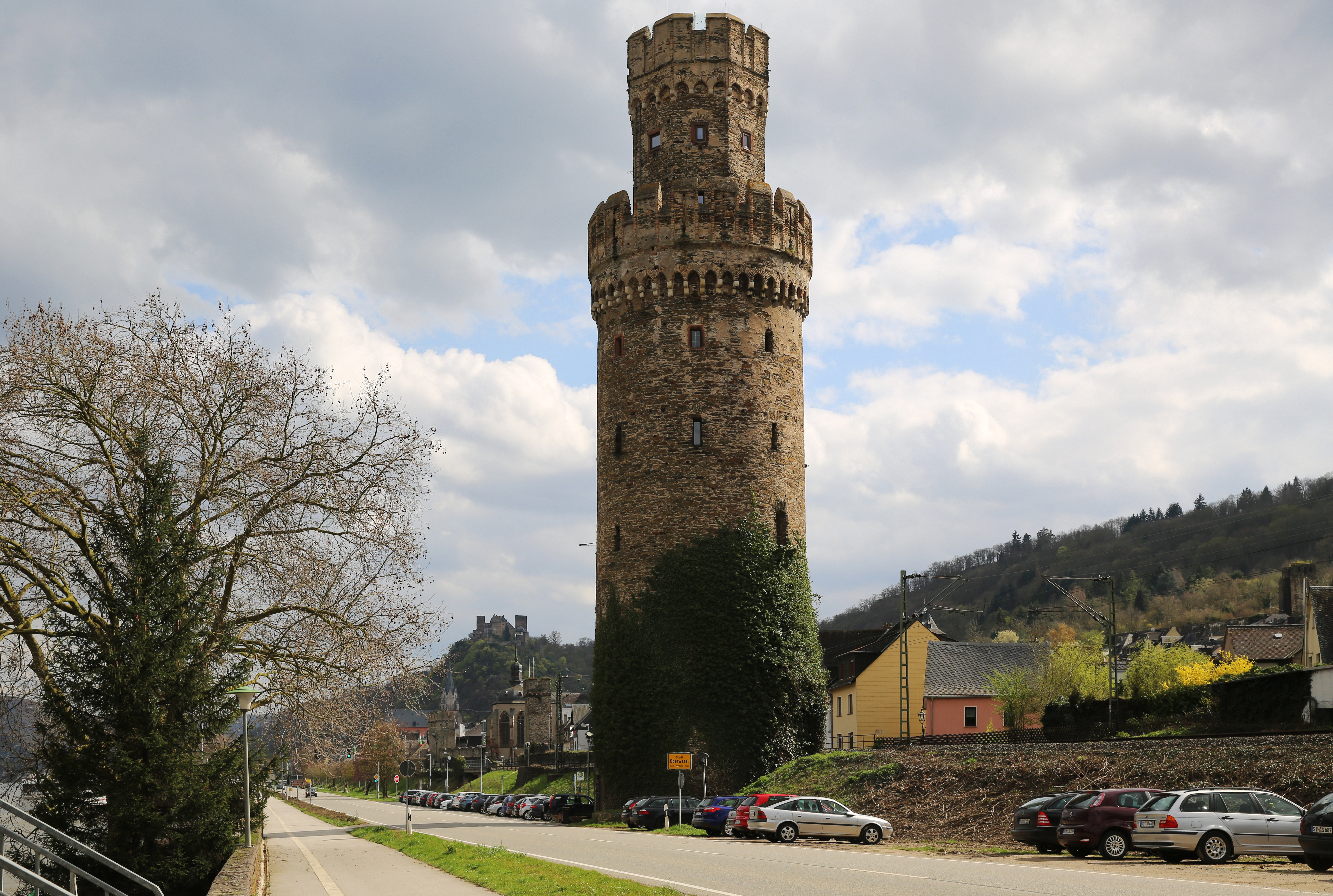
Ochsenturm in Oberwesel